# Victor Edouard Busnello
Victor Edouard Busnello detto Eddie (Seraing, 1929 – Nervesa della Battaglia, 1984) è stato un sassofonista belga naturalizzato italiano.

## Biografia
Nato in Vallonia, figlio di immigrati italiani, cominciò a suonare a fine anni '40 nei locali del quartiere a luci rosse Pot d’Or di Liegi dove si appassionò al genere bebop. Sassofonista talentuoso ma con temperamento indisciplinato, venne notato dal jazzista jugoslavo Duško Gojković e poi entrò a far parte delle band dei solisti Derek Humble, Jean Louis Chautemps e Kristian Kellens e suonò in molte jam session nei locali Jazz Inn di Liegi, al Black Rose di Bruxelles e all'Exiclub di Anversa.
Nel 1960 suonò al Festival di Ostenda e registrò un EP a Colonia in una orchestra belga-americana guidata da Don Byas con Christian Kellens, Francy Boland, Jean Warland, Sadi e Kenny Clarke da cui venne registrato il 7" Don Wails With Kenny. 
Nel 1972 lasciò definitivamente il Belgio per andare in Italia e collaborare con jazzisti italiani e non come Chet Baker, Dizzy Gillespie, Lilian Terry, James Pratt, Giorgio Buratti, Mario Costa e Alberto Negroni.
Nel 1972 entrò negli Area di Demetrio Stratos e Giulio Capiozzo. Il suo grande apporto fece crescere il gruppo dopo aver aperto il  tour a Nucleus, Gentle Giant e Rod Stewart. Purtroppo la sua permanenza negli Area finì nel 1974 per problemi legati all’alcool, subito dopo la registrazione del disco d'esordio Arbeit macht frei, che diventerà il disco di rottura e il più premiato da riviste come Rolling Stone.
Nel 1982 tenne i suoi ultimi concerti in Veneto assieme al batterista Mario Costa, al chitarrista Alberto Negroni, al pianista Marcello Tonolo e al contrabbassista Roberto Cecchetti.
Negli ultimi anni di vita pensò di tornare in Belgio ma a causa della cirrosi epatica morì e venne sepolto a Nervesa della Battaglia, dove viveva da anni.

## Discografia
- 1957 - Specs Powell - Presents Kurt Edelhagen and His Band
- 1958 - Orchester Kurt Edelhagen - Orchester Kurt Edelhagen (EP 7")
- 1960 - Don Byas - Don Wails With Kenny (EP 7")
- 1966 - Nada Jovic & Dusko Gojkovic Quintet - Take Me In Your Arms
- 1967 - Duško Gojković - Swinging Macedonia (nella canzone Macedonian Fertility Dance)
- 1973 - Area - Arbeit macht frei (Cramps, CRSLP 5101)